# 列兵
在一些国家中，列兵是该国军队中最低階的军衔。在中国人民解放军军衔制度中，列兵位于上等兵之下，一般授予义务兵役制下征召的第一年士兵，是最低階的军衔；在义务兵役制的第二年，列兵會晋升为上等兵。

## 美国
美国陆军列兵称“Private 2nd Class (PV1)”，美国海军列兵为“Seaman Apprentice (SA)”（其中海军陆战队为“Private 1st Class [PFC]")，美国空军列兵为“Airman (Amn)”。其下为刚入伍的新兵（Private [PV2, 陆军], Seaman Recruit [SR, 海军]/Private 2nd Class [PV2, 海军陆战队]， Airman Basic [AB, 空军]），无任何标识。

## 中华人民共和国

中国人民解放军列兵肩章（2007式）

## 朝鲜半岛
朝鲜人民军中此一级的对应汉字为“战士（전사 Chŏnsa）”，其下为刚入伍的新兵，无具体名称和标识；大韩民国国军则为“二兵（이병 Ibyeong）”，其下为刚入伍的新兵（对应汉字为“训练兵 [훈련병 Hullyonbyong]”），无任何标识。